# 東千歳駐屯地
東千歳駐屯地（ひがしちとせちゅうとんち、JGSDF Camp Higashi-Chitose）は、北海道千歳市祝梅1016に所在し、第7師団司令部等が駐屯する陸上自衛隊の駐屯地である。

## 概要
駐屯地司令は、第7師団副師団長が兼務する。
最寄の演習場は駐屯地に隣接する北海道大演習場（東千歳地区）別名東千歳演習場、また小規模ではあるが駒里演習場がある。
総敷地面積約590万m2という陸自最大の敷地面積を誇り、第7師団の隷下部隊の多くや陸上自衛隊最大の普通科連隊をはじめ、陸上自衛隊最大級の高射特科団をはじめする北部方面隊直轄部隊の多くが駐屯し、北部方面隊の中核をなす駐屯地となっている。駐屯地内に隊員食堂・売店が3個設置されている。
石狩平野の中心点にあり、南は苫小牧市、北は札幌市、或いは石狩川沿いに道央を臨み、東は国道274号線を越えて十勝平野に広がる、北海道防衛の要衝にあたる。
当駐屯地のシンボルで正門に立つ「我らここに励みて国やすらかなり」のポールオブジェがあったが、2018年（平成30年）9月の台風と胆振東部地震の影響で基礎部分が脆弱化し、安全性が保てないという理由で同年11月中旬、長きにわたる役目を終えて撤去された（なお、現在は白看板に文言が書かれているが、2019年（平成31年）4月 - 2019年（令和元年）5月ごろに2代目となるオブジェがお披露目となった）。
敷地内に北海道中央バスの路線バス（東部隊線）が乗り入れており、バスが敷地内に進入する際に正門にて一旦停車し警衛隊の歩哨が乗り込み敷地内での乗下車時に乗客の身分証の確認を行っている。
周辺の市民からは「東部隊」と呼ばれている。

## 沿革
日本海軍
- 1942年（昭和17年）：水谷政次郎が農場用地を大日本帝国海軍に寄付、第2千歳飛行場滑走路（800m）を整備し後に1300mに延伸[1]。
- 1943年（昭和18年）9月6日：東京商科大学北遣隊により第2千歳飛行場誘導路完成[1]。
- 1944年（昭和19年）：第2千歳飛行場の東部隣接地に第3千歳飛行場滑走路（1200m）完成[1]。
- 1945年（昭和20年）8月15日：第2千歳飛行場滑走路を2500mに延伸[1]。

米軍
- 1945年（昭和20年）
  - 9月：米軍により接収、キャンプ千歳第2・第3地区に改称し第2千歳基地滑走路を予備滑走路として使用[2]。
  - 9月18日：第2千歳飛行場から3機のB-29がシカゴまで無着陸飛行を行い戦後初の太平洋横断飛行となる[3]。

陸上自衛隊東千歳駐屯地
- 1954年（昭和29年）
  - 8月25日：東千歳駐屯地が開設[4]。旧米軍の300万坪を用いる[2]。
  - 8月30日：第10普通科連隊が大村駐屯地から移駐。第2管区隊隷下に入る。
  - 9月20日：第1特科団本部および本部中隊が札幌駐屯地から移駐。
  - 9月23日：第11普通科連隊が小月駐屯地から移駐完了。第5管区隊の隷下に入る[5]。
  - 9月30日：第9普通科連隊（第2大隊欠）が善通寺駐屯地（主力）および松山駐屯地（第3大隊）から移駐、第2管区隊の隷下に入る。
  - 10月18日：第1高射特科群本部および本部中隊、第301高射運用隊が北千歳駐屯地から移駐。
  - 10月20日：第116特科大隊が浜松駐屯地から移駐。
  - 10月30日：

  1. 第9普通科連隊（第2大隊欠）が真駒内駐屯地に移駐。
  2. 第10普通科連隊が真駒内駐屯地に移駐。
  3. 第5特科連隊が北千歳駐屯地から移駐。

  - 12月15日：第106特科大隊が函館駐屯地から移駐。
- 1955年（昭和30年）
  - 6月25日：開庁式典実施[2]。
  - 11月10日：第106特科大隊が真駒内駐屯地へ移駐。
- 1956年（昭和31年）
  - 1月15日：

  1. 第4特科群本部および本部中隊、第117特科大隊が編成完結。
  2. 第105特科大隊、第113特科大隊を第4特科群隷下に編合。

  - 1月25日：第116特科大隊を母体に第118特科大隊（M1 90mm高射砲）が編成完結。
- 1957年（昭和32年）11月15日：第5特科連隊本部および本部中隊、第4大隊が帯広駐屯地に移駐。
- 1958年（昭和33年）6月17日：第120特科大隊が編成完結。
- 1959年（昭和34年）8月20日：

1. 第121特科大隊が真駒内駐屯地から移駐。
2. 第113特科大隊が真駒内駐屯地に移駐。

- 1961年（昭和36年）
  - 2月28日：第23普通科連隊が編成完結。第7混成団に隷属。
  - 8月26日：第5特科連隊第5大隊が帯広駐屯地に移駐。
- 1962年（昭和37年）
  - 1月18日：

  1. 第7混成団が真駒内駐屯地から移駐[2]。
  2. 第1特科団本部が北千歳駐屯地へ移駐。

  - 3月31日：第4特科群が上富良野駐屯地へ移駐。
  - 7月10日：第105特科大隊が美幌駐屯地へ移駐。
  - 7月13日：第24普通科連隊が真駒内駐屯地から移駐。
  - 8月15日：第7混成団を改編し、第7師団に称号変更。
- 1964年（昭和39年）3月24日：第1高射特科群第118特科大隊第4中隊および無線誘導標的隊が静内分屯地へ移駐。
- 1965年 （昭和40年）1月20日：

1. 第121特科大隊が廃止。
2. 地対空誘導弾改良ホークを運用する第102高射大隊および第302高射搬送通信隊が東千歳駐屯地で、第102高射直接支援隊が島松駐屯地で編成完結。

- 1970年（昭和45年）8月5日：第116特科大隊が飯塚駐屯地へ移駐。
- 1971年（昭和46年）
  - 3月25日：第102高射大隊が廃止。隷下の4個中隊を第1高射特科群直属に改編。
  - 3月26日：第126特科大隊が新編。
  - 7月：北千歳駐屯地静内分屯地が東千歳駐屯地静内分屯地に変更。
  - 7月31日：第1陸曹教育隊が真駒内駐屯地から移駐。
- 1972年（昭和47年）
  - 3月24日：第1高射団本部および本部付隊が編成完結。
  - 7月1日：無線誘導標的機隊を第302無線誘導機隊に称号変更[6]。
- 1976年（昭和51年）8月20日：第1高射団を第1高射特科団に改称[2]。
- 1978年（昭和53年）3月25日：第126特科大隊が美唄駐屯地へ移駐。
- 1981年（昭和56年）
  - 3月25日：第7師団が機甲師団に改編。第24普通科連隊がえびの駐屯地へ移駐。
  - 8月4日：通信標定隊が久里浜駐屯地から移駐。
  - 9月21日：通信標定隊が第1電子隊に改編。
- 1985年（昭和60年）7月15日：東千歳駐屯地静内分屯地が静内駐屯地に昇格。
- 1996年（平成8年）3月29日：第1陸曹教育隊上級陸曹教育中隊が倶知安駐屯地へ移駐。
- 2000年（平成12年）3月28日：後方支援体制移行に伴う改編

1. 北部方面後方支援隊第101高射直接支援大隊（第1高射特科団を支援）を新編。
2. 第7後方支援連隊の武器大隊を廃止し、第1整備大隊、第2整備大隊に改編。

- 2004年（平成16年）3月29日：第1陸曹教育隊を北部方面教育連隊に改編（第3教育連隊（真駒内駐屯地）と統合）。
- 2011年（平成23年）4月22日：

1. 北部方面教育連隊を北部方面混成団に改編。
2. 第1陸曹教育隊が再編、北部方面混成団の隷下部隊となる。

- 2023年（令和5年）3月15日：

1. 北部方面輸送隊（第304輸送中隊および第305輸送中隊を除く）が真駒内駐屯地から移駐。[7][8]。
2. 陸上自衛隊中央輸送隊第1方面分遣隊が真駒内駐屯地から移駐。

- 2024年（令和6年）3月21日：

1. 第1電子隊が電子作戦隊隷下の第302電子戦中隊に改編。
2. 第1高射特科群第302高射中隊が北千歳駐屯地から移駐[9]。

## 駐屯部隊・機関

### 陸上総隊隷下部隊
- 電子作戦隊
  - 第302電子戦中隊

### 北部方面隊隷下部隊
- 第7師団
  - 第7師団司令部
  - 第11普通科連隊
  - 第7特科連隊
  - 第7高射特科連隊
    - 本部管理中隊
    - 第1高射中隊
    - 第2高射中隊
    - 第3高射中隊
    - 第4高射中隊

  - 第7後方支援連隊：第7師団を支援
  - 第7施設大隊
  - 第7通信大隊
  - 第7偵察隊
  - 第7化学防護隊
  - 第7師団司令部付隊
  - 第7音楽隊
- 第1高射特科団
  - 第1高射特科団本部
  - 第1高射特科団本部付隊
  - 第1高射特科群
- 北部方面後方支援隊
  - 第101高射直接支援大隊
    - 第101高射直接支援大隊本部
    - 第101高射直接支援大隊本部付隊
    - 整備隊：第1高射特科群を支援

  - 北部方面輸送隊
    - 北部方面輸送隊本部
    - 北部方面輸送隊本部付隊
    - 第310輸送中隊
    - 第313輸送中隊
    - 第314輸送中隊
- 北部方面混成団
  - 北部方面混成団本部
  - 第1陸曹教育隊（上級陸曹教育中隊を除く）
  - 第52普通科連隊
    - 重迫撃砲中隊
      - 東千歳出頭（即応予備自衛官出頭地）
- 北部方面システム通信群
  - 第101基地システム通信大隊
    - 第313基地通信中隊
- 北部方面会計隊
  - 第324会計隊
- 北部方面指揮所訓練支援隊
- 東千歳駐屯地業務隊

### 防衛大臣直轄部隊・機関
- 警務隊
  - 北部方面警務隊
    - 第122地区警務隊
- 陸上自衛隊中央輸送隊
  - 第1方面分遣隊

### 特別の機関・外局
- 情報本部
  - 東千歳通信所（情報本部直属のシギントであり、陸・海・空混成の隊員で運営する）
- 防衛装備庁
  - 千歳試験場

## 史料館
施設内に「第7師団 史料館 戦車博物館」がある。占守島の戦いにおける旧日本陸軍戦車第11連隊の慰霊碑が池田末男連隊長の遺族によって愛知県の霊園で管理されていたが、2023年（令和5年）に史料館のある陸上自衛隊東千歳駐屯地に寄贈され同館の中庭に移設された。

## 周辺の幹線交通
- 高速道路：道央自動車道 千歳IC
- 一般道：国道36号、国道234号、国道337号、北海道道16号支笏湖公園線、北海道道77号千歳インター線、北海道道226号舞鶴追分線、北海道道258号早来千歳線
- 鉄道：JR北海道千歳線 南千歳駅
- 港湾
  - 特定重要港湾および中核国際港湾：苫小牧港
- 飛行場：新千歳空港、千歳基地

## 重要施設
- 苫東厚真発電所（出力165.0万kW。石炭）（勇払郡厚真町）
- 苫小牧発電所（出力25.0万kW。石油）（苫小牧市）
- 苫小牧東部国家石油備蓄基地（平成16年（2004年）1月現在：備蓄施設容量約640万kl中約542万klを備蓄）（苫小牧市、厚真町）
- 北海道石油共同備蓄基地（平成16年（2004年）1月現在：備蓄施設容量約350万kl中約240万klを備蓄）（苫小牧市、厚真町）